# Kanun
Kanun-ul, (Kanuni i Lekë Dukagjinit, în alfabetul Ge'ez: ካኑን) este un cod de legi dezvoltat de Lekë Dukagjini și folosit cu precădere în Albania de Nord și Kosovo, începând cu secolul 15, până în secolul 20. De curând, a cunoscut o „revigorare”, după căderea regimului comunist la începutul anilor ’90.

## Evoluția
Acest cod de legi era unul obișnuit, transmis din generație în generație. A fost scris abia în secolul 19 de către Shtjefën Gjeçovi. Kanun-ul îi este atribuit prințului albanez Lekë Dukagjini, însă regulile au evoluat și codul a suferit schimbări de-a lungul timpului. 
Kanun-ul este împărțit în 13 categorii: Biserică, Familie, Căsnicie, Casă, Bunuri, Proprietăți, Muncă, Transferul de Proprietate, Cuvânt Dat, Daune, Infracțiuni în Atenția Legii, Lege Judiciară și Excepții.
Unele dintre cele mai infame reguli ale codului descriu cu lux de amănunt cum anume trebuiesc privite omorurile. Cel mai adesea, o crimă duce la răzbunări sângeroase, care durează până ce toți bărbații din ambele familii implicate sunt uciși. Unii asociază kanun-ul cu vendetta italiană. În prezent, regulile kanun-ului au revenit în obiceiurile zilnice ale oamenilor, tot mai deznădăjduiți de situația pe care le-o oferă guvernul local și poliția, ambele complet lipsite de putere. Există organizații care încearcă să medieze vrajba dintre familii, încercând să-i facă să „ierte sângele” (În albaneză: me e fal gjakun), însă adesea singura scăpare a bărbatului aflat în cercul acesta, este să stea închis în casă 
(care este considerată un refugiu sigur de kanun), sau să părăsească țara. În albaneză, denumirea pentru vrajba de sânge este gjakmarrja.
Enver Hoxha, fost conducător al Albaniei între sfârșitul celui de al Doilea Război Mondial până la moartea sa din anul 1985, a încercat să stopeze practicarea kanun-ului. După căderea comunismului, anumite comunități au încercat să revigoreze vechile tradiții, însă părți din acestea au fost pierdute, lăsând temeri de a fi prost interpretate.
În prezent, Codul Penal albanez nu conține prevederi ale kanun-ului care au legături cu vrajba de sânge și nicio prevedere din acest cod nu se află în sistemul legal albanez.

## Cazuri remarcabile
În luna decembrie, în anul 2000, la Londra, un imigrant albanez a ucis un conațional în circumstanțe stranii. După omor, nimeni nu ar fi bănuit ce dramă avea să declanșeze acestă crimă la mii de kilometri distanță. 
Tânărul albanez provenea din zona Malësia e Madhe, din nordul Albaniei, iar familia sa locuia într-un cătun muntos în care legile nescrise ale kanun-ului, încă existau. Mai exact, provenea din familia Cefa. Cel mai cunoscut membru al acestei familii, regizorul Ndoc Cefa, era în momentul acela directorul Teatrului dramatic “Migheni” din orașul Shkodër și președintele consiliului local. Într-o zi, a fost înștiințat conform unui străvechi ceremonial, că se află în cercul de răzbunări al gjakmarjjei și este primul pe „lista neagră” a răzbunării.
Conform kanun-ului, familia celui ucis avea dreptul să răzbune moartea acestuia, ucigând la rândul său pe unul din membrii bărbați ai familiei ucigașului. Pentru viitoarea victimă, există două soluții: fie să-și accepte soarta și să fie răpusă, fie să se ascundă în turnul de veghe, o instituție care-i asigura imunitatea și care a existat până în anii ’50 în toate satele albaneze. Iar pentru că la Shkodër nu exista un astfel de turn, Ndoc Cefa a fost nevoit să se izoleze în propriul apartament vreme de trei ani. În tot acest timp, a condus teatrul și consiliul local numai prin curieri sau prin telefon.
Indignați de faptul că un intelectual, un om respectabil și cu o lungă carieră regizorală precum este Ndoc Cefa, este în pericol să-și piardă viața pentru simplul motiv că a fost inclus, fără voia lui, în cercul răzbunării, un grup de artiști și oameni de cultură din Franța au hotărât să se implice. Au redactat un memoriu adresat președintelui Albaniei, în care i-au cerut să-l ia pe regizor sub protecția sa. Tentativa nu a dat roade și astfel, Ndoc Cefa a fost forțat să se refugieze în Statele Unite.